# نهر موراي
نهر موراي أطول نهر في أستراليا يصل طوله إلى 2375 كيلومترا (1476 ميل)  يلتقي بنهر دارلينج عند وينتويرث في نيوساوث ويلز، وكلا النهرين يشكلان رابع أكبر نظام نهري في العالم.
تتدفق مياه نهر موراي من جبال الألب الأسترالية نتيجة ذوبان الثلوج في الربيع وجريان مياه الأمطار في الشتاء، وكذلك من أمطار الخماسين الصيفية التي تجري إلى نهر موراي عبر نهر دارلينج، في كوينزلاند الجنوبية الغربية، وتزيد التعرجات عبر السهول الداخلية في أستراليا من طول نهر موراي، ويعبر الحدود بين نيو ساوث ويلز وفيكتوريا حيث يتدفق إلى الشمال الغربي، ثم يتوجه جنوبا لمسافة تصل إلى 500 كيلومتر (310 ميل) نحو جنوب أستراليا، ليصب في المحيط الهندي على مقربة من أديليد.

## التسمية والاكتشاف

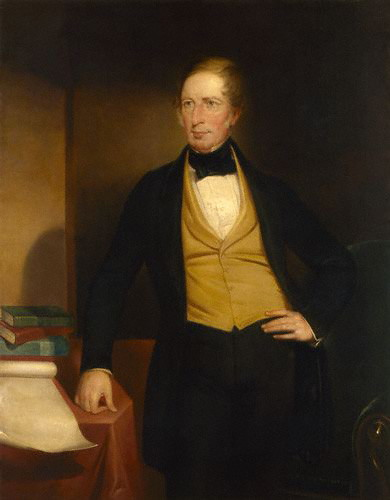
تشارلز ستورت الذي أطلق اسم موراي على نهر موراي

عاش الأستراليون الأصليون على حوض نهر موراي منذ أكثر من 40,000 سنة. وأول البيض الذين وصلوا إلى النهر: المكتشفان هاملتون هيوم، ووليم هوفيل. على أن المكتشف الذي تابع شبكة نهر موراي ـ دارلينج ـ على نحو أكثر دقة وقربًا إنما هو القبطان تشارلز ستورت وأطلق عليه اسم موراي على اسم السير جورج موراي أمين سر المستعمرة آنذاك.

## الروافد والأنهار
تصب في نهر موراي العديد من الروافد والأنهار منها:-
1. دارلينج: وهو أطول الروافد الأساسية التي تصب في نهر موراي ويبلغ طوله 2740 كم.
2. مرمبيجي: ويبلغ طوله 1,575 كم
3. جولبيرن: ويبلغ طوله 560 كم

## شبكات الري الرئيسية

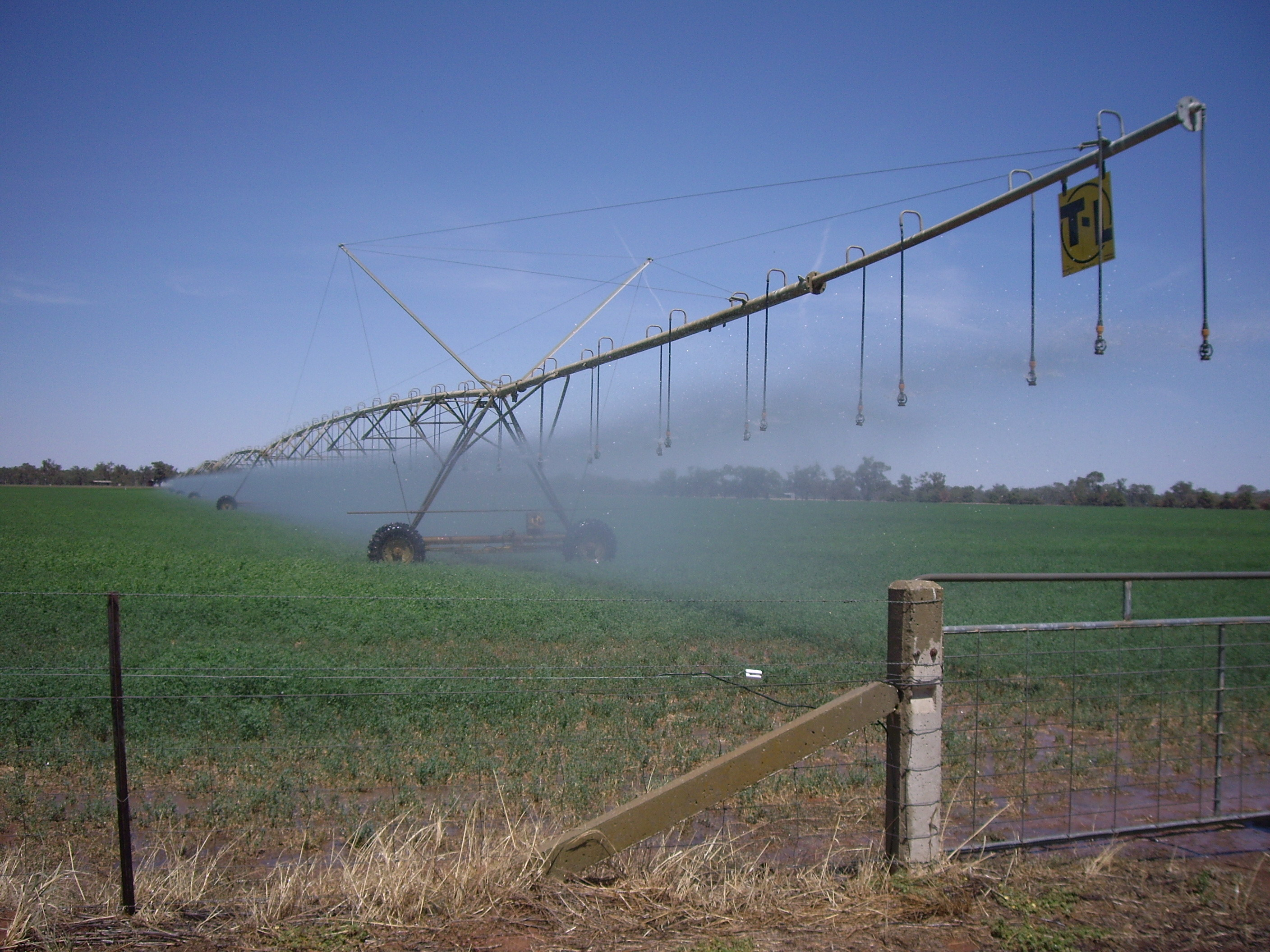
الري من نهر موراي في ريفيرينا وهي منطقة زراعية تقع في وسط الجزء الجنوبي من نيو ساوث ويلز في أستراليا

توجد على نهر موراي أربع شبكات ري رئيسية هي:
1. منطقة ري جولبيرن موراي: وتستفيد من الجاذبية الأرضية في الري، حيث يستخدم الماء فيها لري المراعي. كما يستخدمه المزارعون في المنطقة لزراعة الفواكه والخضراوات وتستمد المنطقة المياه من أربعة أنهار هي:
  1. نهر موراي.
  2. نهر جولبيرن.
  3. نهر لودون.
  4. نهر كامباسي.
2. منطقة ري مرمبيجي: وتقع في نيوساوث ويلز فتعد الأكثر تطورًا وأهمية للري في تلك البلاد، حيث تنتج المنطقة الأرز والحبوب الأخرى، كما تنتج الفواكه والخضراوات والصوف والماشية والقطن.
3. مناطق الري الواقعة على امتداد نهر موراي في فكتوريا ونيو ساوث ويلز وجنوبي أستراليا: وفيها يتم الأستفادة من مياه الري عن طريق الضخ من النهر مباشرة. ويزرع المزارعون الأعناب، وكميات كبيرة من الحمضيات والخضراوات.
4. مناطق شبكات الري الشمالية: المناطق التي تنتج بشكل رئيسي الصوف والأبقار. وهناك مشروع خاص كبير أعلى نهر ناموي في شمالي نيو ساوث ويلز لإنتاج القطن.

وإضافة إلى الري، تستخدم مياه نهر موراي في إمداد المنازل بالمياه حيث شقت بعض القنوات في جنوبي أستراليا لنقل المياه من موراي إلى مركز إمداد المياه في أديليد، ووايالا وبورت وأوغوستا، وبورت بيربي وووميرا. ويوفر نهر موراي المياه لمنطقة الترويح، حيث يوجد عدد كبير من الزوارق (العوامات).

## السدود والمعابر

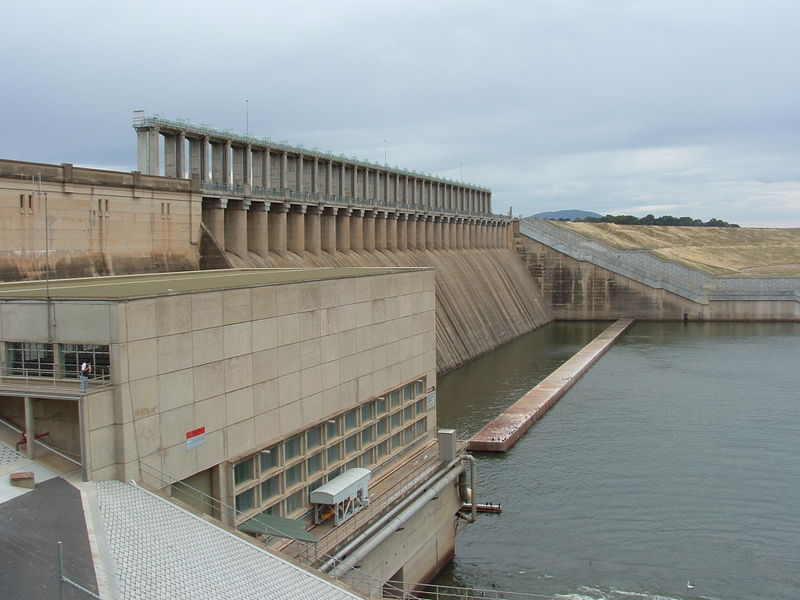
بحيرة هيوم بحيرة أصطناعية على انشأت بسبب سد على نهر موراي

لتمكين القوارب للتنقل في النهر حتى في أوقات الفيضانات لذلك أقيمت على مجرى نهر موراي منشآت تخزين وسدود لتنظيم جريان الماء في النهر، والتحكم في حصص الماء المخصصة للري. وأهم هذه المنشآت: 
1. بحيرة فكتوريا وسدّ هيوم.
2. سد دارتماوث.
3. ستة سدود أخرى في جنوبي أستراليا.
4. ثلاثة سدود في فكتوريا.